# اوسکارینو کوستا سیلوا
اوسکارینو کوستا سیلوا (انگلیسی: Oscarino Costa Silva؛ ۱۷ ژانویهٔ ۱۹۰۷ – ۱۹۹۰) یک بازیکن فوتبال اهل برزیل بود.